# Gymnasiale uddannelser i Danmark
Gymnasiale uddannelser i Danmark er danske ungdomsuddannelser, der ikke giver direkte erhvervskompetence, men adgang til at læse videre på en videregående uddannelse. De kan påbegyndes direkte efter folkeskolens afgangseksamen i 9. klasse. De gymnasiale uddannelser har et teoretisk/bogligt indhold og varer fra to til tre år. Uddannelserne tages ofte på et gymnasium.  
Der er fire forskellige gymnasiale uddannelser i Danmark med hver sin profil og historie:
- Almen studentereksamen (stx)
- Hf-eksamen (hf)
- Merkantil studentereksamen (hhx)
- Teknisk studentereksamen (htx)

I 2025 besluttede et folketingsflertal at afskaffe hf og i stedet indføre en ny ungdomsuddannelse, epx (erhvervs- og professionsrettet gymnasieuddannelse) fra 2030.
Gymnasieuddannelserne har en lang tradition i Danmark, der går tilbage til latinskolerne, der blev oprettet i 1500-tallet. Det treårige gymnasium (svarende til det almene gymnasium stx) blev født i 1903 og er dermed den ældste og mest almindelige gymnasiale uddannelser. Indtil slutningen af 1960'erne var begrebet "gymnasiet" lig med det almene gymnasium. Først efter dette tidspunkt begyndte man at tale mere bredt om forskellige gymnasiale uddannelser. Efterhånden blev de forskellige boglige ungdomsuddannelser dog mere koordinerede, og med gymnasiereformen af 2004 blev de undergivet den samme lovgivning, og deres opbygning og indhold blev standardiseret. 
Flertallet af danske unge vælger en gymnasial uddannelse efter grundskolen. 73 % af eleverne, der forlod grundskolen i 2024, søgte ind på en gymnasial uddannelse.

## Historie

### Det almene gymnasium
Den almene studentereksamen (stx) er den ældste og mest udbredte gymnasieuddannelse i Danmark. Den udspringer af latinskolerne, som blev oprettet efter Reformationen i Danmark i 1536. Ved en stor skolereform i 1903 blev disse afskaffet til fordel for en fireårig mellemskole og et efterfølgende treårigt gymnasium. Ordet gymnasium brugt som almen betegnelse for en dansk ungdomsuddannelse stammer altså fra 1903, selvom der også tidligere i enkelte byer, blandt andet Odense, har eksisteret skoler med navnet gymnasium. Det nye gymnasium fik tre linjer: en klassisk-sproglig, en nysproglig og en matematisk-naturvidenskabelig, og som noget nyt fik også kvinder adgang til gymnasiet. Det almene treårige gymnasium har eksisteret lige siden, selvom dets opbygning er blevet ændret undervejs ved en række lejligheder.

### Højere handelseksamen
Handelsgymnasierne voksede ud af 1800-tallets handelsuddannelser. Med industrialiseringen og den stigende handel opstod efterhånden et behov i erhvervslivet for mere avancerede kundskaber hos de beskæftigede, og handelsskoler blev oprettet i flere byer. Niels Brocks Handelsskole blev oprettet i København i 1888 og dannede efterhånden mønster for højere handelsskoler andre steder i landet. I 1908 oprettede den samme skole et handelsgymnasium. I 1920 blev der indført lovgivning om højere handelseksamen, som derefter havde et mere standardiseret præg. De følgende årtier gav den adgang til at læse videre på Handelshøjskolen, men ikke på andre lange videregående uddannelser.

### Samtænkning af de gymnasiale uddannelser vinder frem
Hf blev indført i 1967, i første omgang primært for at skaffe kvalificerede ansøgere til læreruddannelsen i folkeskolen. Den var i starten beregnet for lidt ældre elever, men er efterhånden blevet en ungdomsuddannelse på linje med de øvrige gymnasiale uddannelser.
Fra slutningen af 1960'erne begyndte begrebet "de gymnasiale uddannelser" at blive mere udbredt, hvor man indtil nu havde betragtet gymnasierne og handelsskolerne som meget adskilte. Efter inspiration fra udlandet blev det nu diskuteret at samordne det almene gymnasium, hf og erhvervsuddannelserne. Det skete i første omgang ved at styrke de gymnasiale elementer i erhvervsuddannelserne. Desuden gav en bestået højere handelseksamen (hhx) fra 1972 almen studiekompetence. Også hf, der først kun havde givet adgang til lærerseminarier og ligestillede mellemuddannelser, blev efter få år adgangsgivende til lange videregående uddannelser.
I 1982 blev htx indført som et forsøg i form af en toårig direkte overbygning på de erhvervsfaglige grunduddannelser (EFG). I 1988 blev htx-uddannelsen gjort permanent og fik almen studiekompetence. I 1990 kom der fælles lovgivning for de to erhvervsgymnasiale uddannelser (hhx og htx), og fra 1994 blev begge gjort treårige, så de nu mindede meget om det almene gymnasium.

### Fælles reform i 2004
Med gymnasiereformen af 2004, der trådte i kraft i 2005, blev de fire gymnasiale uddannelser endelig helt ligestillet, dels ved at de alle blev almendannende, dels ved at der i det første halve år (grundforløbet) blev mulighed for at skifte mellem de tre 3-årige uddannelser uden tab af tid. Det blev muligt, fordi hhx, stx og htx nu havde den samme strukturelle opbygning med grundforløb og studieretningsforløb.
Med gymnasiereformen i 2016 blev hf målrettet erhvervsakademi- og professionsbacheloruddannelserne. Ved hjælp af en såkaldt udvidet fagpakke gav hf dog også mere generel studiekompetence.

### Fra hf til epx
I en ny reform af ungdomsuddannelserne i Danmark i februar 2025 besluttede et folketingsflertal at afskaffe hf og i stedet indføre en anden toårig gymnasial uddannelse i form af epx, som ifølge intentionen med reformen skal tiltrække en større målgruppe. Ændringen er dog først planlagt at træde i kraft fra august 2030.

## Særlige uddannelser
Udover de fire gængse danske gymnasiale uddannelser findes der mere specielle uddannelser, der også giver adgang til forskellige videregående uddannelser. Det gælder således:
- Eux, som kombinerer en erhvervsuddannelse med en gymnasial uddannelse. Eux blev indført som et forsøg i 2010 og er siden blevet udvidet og gjort permanent
- Toårig stx - tidligere kaldt studenterkursus; er kortere end det almene gymnasium og har færre og mere komprimerede fag, men ender med samme eksamen
- Adgangskursus til ingeniøruddannelserne - for faglærte og personer med mellemtekniske uddannelser; giver adgang til ingeniøruddannelser og andre udvalgte videregående uddannelser[9]
- Internationale gymnasiale uddannelser - på nogle danske skoler tilbydes internationale gymnasiale uddannelser, der giver adgang til danske videregående uddannelser. Det gælder blandt andet den toårige engelsksprogede International Baccalaureate.[10]

## Adgangskrav
Adgangskravene til stx, htx og hhx er ens. Afgørende er et karaktergennemsnit på 5 fra folkeskolen. Mere præcist er reglerne siden 1. marts 2019 som følger:
- Eleverne skal i den såkaldte uddannelsesparatheds-vurdering i folkeskolens 8. og 9. klasse og eller 10. klasse opnå standpunkts-karakterer på 5 i gennemsnit.
- Får eleven et gennemsnit ved afgangseksamen på 6 eller derover, er eleven sikker på at få adgang til gymnasiet.
- Et snit på 5 i sine standpunktskarakter i april i 9. klasse og eller 10.klasse betyder, at eleven skal opnå samme snit ved afgangseksamen for at være sikret adgang.
- Sker det ikke, har man dog forsat mulighed for at få en gymnasieuddannelse.
- Elever, der ikke opnår et resultat ved folkeskolens afgangseksamen, der svarer til uddannelsesparatheds-vurderingens 5-tal, har krav på at komme på gymnasiet, hvis de opnår et gennemsnit på mindst 3 i gennemsnit af de bundne prøvefag ved folkeskolens afgangseksamen. Men eleven skal eventuelt til samtale.
- Er eksamens-gennemsnittet helt nede mellem 02 og 3, skal eleven til en tvungen vejledningssamtale.

Ved optagelse på hf er adgangskravet lidt lavere, nemlig et karaktergennemsnit på 4 fra grundskolen.

### Historie
Adgangskravet om et gennemsnit på 5 til stx, htx og hhx blev indført med gymnasiereformen i 2016. Indtil da havde det afgørende kriterium været, at eleven var blevet erklæret uddannelsesparat i grundskolen. Det indebar som udgangspunkt et karakterniveau på 4, men byggede også på en vurdering af elevens sociale og personlige modenhedsniveau.

### Adgangskrav fra 2030
Ved reformaftalen i 2025 vedtog et folketingsflertal at hæve karakterkravet til stx, htx og hhx fra 5 til 6 med virkning fra 2030. Karakterkravet til epx blev fastsat som 2, altså lavere end kravet på 4 til hf-uddannelsen, som samtidig planlagdes afskaffet.

## Antal elever
Pr. 1. oktober 2023 var ca. 141.000 elever indskrevet på en gymnasial uddannelse i Danmark. Heraf var 45 % mænd og 55 % kvinder. 78.000 var elever på et alment treårigt stx, 18.000 gik på hf og 800 på to-årig stx (det tidligere studenterkursus). 30.000 var indskrevet på hhx, 11.000 på htx og 3.000 på internationale gymnasiale uddannelser, primært IB. Endelig var der ca. 500 studerende på forskellige adgangsgivende forløb som gymnasiale suppleringskurser og adgangseksamen til ingeniøruddannelserne.